# Berlin-Gatow
Gatow is een stadsdeel van Berlijn en behoort tot het district Spandau. Het is een van de wijken met de minste inwoners van heel de stad. 

## Ligging
Gatow grens in het zuiden aan de wijk Kladow en in het noorden aan Wilhelmstadt. In het oosten vormt de Havel een natuurlijke grens en in het westen grenst het aan de Brandenburgse gemeenten Potsdam (wijk Groß Glienicke) en Dallgow-Döberitz (wijk Seeburg). 

## Geschiedenis
Duitse kolonisten hebben waarschijnlijk kort na 1200 het straatdorp Gatow gesticht. Archeologisch is er geen eerdere Slavische nederzetting gevonden. Het dorp werd voor het eerst gedocumenteerd in 1258 toen het klooster Spandau er werd gesticht. Van dan af aan tot 1558 werd het dorp bestuurd door het klooster en na de Reformatie door het ambt Spandau tot 1872. 
In 1920 werd Gatow opgenomen in Groot-Berlijn als deel van het district Spandau. Gatow behoorde van 1945 tot de val van de Berlijnse Muur tot de Britse sector van West-Berlijn. Na de Tweede Wereldoorlog kreeg Gatow een stuk grond van het naburige Kladow waarop in 1935 een vliegveld aangelegd werd. De Britse bezetter exploiteerde het vliegveld na de oorlog als militair vliegveld. Om de gelijkwaardigheid met de luchthavens Tegel (Franse sector) en Tempelhof (Amerikaanse sector) te benadrukken, zorgden de Britten ervoor dat koningin Elizabeth II op Gatow landde en weer opsteeg toen ze West-Berlijn bezocht. Omdat Gatow slechts een smalle grens had aan de Havel met Wilhelmstadt werd een gebiedswissel gedaan met de Sovjet-zone. Een stuk Seeburg werd aan Wilhelmstadt toegevoegd zodat men Gatow zonder problemen kon bereiken. Ook kreeg Gatow de wijk Rieselfelder erbij. Zelf stond Gatow een stuk grond ten westen van de Potsdamer Chaussee af. Na de Duitse hereniging werd beslist dat deze uitwisselingen zo zouden blijven, in tegenstelling tot West-Staaken dat om diezelfde reden werd afgestaan, maar wel weer bij Staaken gevoegd werd. De vliegoperaties werden op 30 juni 1994 gestaakt. In 2003 werd het gebied terug ondergebracht bij Kladow.

## Sport
SC Gatow is de plaatselijke voetbalclub, die in 1931 opgericht werd. De club speelde in 1965/66 in de tweede klasse en verder dertien seizoenen in de derde klasse tussen 1963 en 1991. In 2015 speelde de club voor de laatste keer in de Berlin-Liga, de zesde klasse. 
Falkenhagener Feld |
Gatow |
Hakenfelde |
Haselhorst |
Kladow |
Siemensstadt |
Spandau |
Staaken |
Wilhelmstadt